# Catherine West
Catherine Elizabeth West, née le 14 septembre 1966 à Mansfield, est une femme politique britannique, membre du Parti travailliste (Labour).
Elle est députée de Hornsey et Wood Green depuis mai 2015. 

## Jeunesse et éducation
Elle est née le 14 septembre 1966 à Sydney, en Australie. Ses parents sont tous les deux enseignants. Elle est l'arrière-petite-nièce de l'actrice italienne Italia Conti. Elle grandit à Sydney et fait ses études privées à la Ravenswood School for Girls. Elle étudie les langues modernes et le travail social à l'Université de Sydney. Pendant ses études là-bas, elle rencontre son futur mari Colin Sutherland et ils vivent ensemble à Darwin, dans le Territoire du Nord, où elle travaille comme assistante sociale dans un refuge pour survivants d'abus sexuels pendant l'enfance. Ils déménagent au Royaume-Uni en 1998 lorsque son mari obtient un emploi à la London School of Hygiene and Tropical Medicine. Elle obtient ensuite une maîtrise en études chinoises de la School of Oriental and African Studies de l'Université de Londres. 

## Carrière politique
Elle rejoint le Parti travailliste en 1998 et est chargée d'études pour le député David Lammy deux ans plus tard. Du 2 mai 2002 au 22 mai 2014, elle est membre du conseil municipal d'Islington, représentant le quartier de Tollington. Elle est chef du groupe du parti travailliste du conseil de 2004 au 10 octobre 2013 et chef du conseil du 6 mai 2010 au 10 octobre 2013. Elle démissionne de son poste de conseillère afin de se présenter aux élections générales de 2015. 
Elle est élue députée de Hornsey et de Wood Green aux élections générales de 2015. 
West s'oppose au renouvellement du système d'arme nucléaire Trident. En septembre 2015, avec Tulip Siddiq et Keir Starmer, elle écrit une lettre au Premier ministre britannique David Cameron demandant une action urgente pour faire face à la crise des réfugiés due à la guerre civile syrienne.
Après l'élection de Jeremy Corbyn à la tête du Parti travailliste, dont elle a soutenu la campagne, elle est promue comme ministre fantôme des Affaires étrangères. 
Lors de la campagne référendaire sur l'adhésion à l'UE en 2016, elle est impliquée avec la Grande-Bretagne Stronger In Europe, faisant campagne pour que le Royaume-Uni reste au sein de l'Union européenne, affirmant que "la Grande-Bretagne serait plus forte, plus prospère, plus sûre et plus pacifique" si elle restait au sein de l'UE. La circonscription de l'ouest de Hornsey et Wood Green vote massivement, avec 81,5% de votes, pour rester.
En septembre 2016, elle fonde le groupe parlementaire multipartite sur les relations entre le Royaume-Uni et l'UE, qui cherche à garantir une relation positive et progressiste entre la Grande-Bretagne et l'UE. Ce groupe bénéficie d'un soutien multipartite avec la chef du Parti vert Caroline Lucas, l'ancien secrétaire d'État conservateur à l'éducation Nicky Morgan et l'ancien ministre travailliste de l'enseignement supérieur David Lammy parmi ses dirigeants. 
En janvier 2017, West vote contre le déclenchement de l'article 50 du traité de Lisbonne, le processus par lequel les États membres de l'UE peuvent utiliser pour se retirer de l'Union européenne, avec 46 autres députés du parti travailliste. 
West est sanctionnée en juin 2017 après avoir voté en faveur d'un amendement au Discours du Trône qui appelle le Royaume-Uni à rester dans le marché unique européen, malgré les consignes du parti. 

## Vie privée
West est Quaker. Elle est l'une des trois Quakers élues lors de l'élection générale de 2015, les autres étant Ruth Cadbury et Tania Mathias. Elle est mariée à Colin Sutherland, codirecteur du centre de lutte contre le paludisme de la London School of Hygiene and Tropical Medicine,. Ils se sont rencontrés pendant leurs études à l'Université de Sydney. Ils ont une fille et un fils. 
Elle est double ressortissante britannique et australienne. 